# Critics’ Choice Movie Award/Bester fremdsprachiger Film
Seit 1996 wird bei den BFCA der beste fremdsprachige Film des vergangenen Filmjahres geehrt.

## Preisträger
| Jahr        | Filmtitel                                     | Land                              | Deutscher Verleihtitel                        | Regie               |
| ----------- | --------------------------------------------- | --------------------------------- | --------------------------------------------- | ------------------- |
| 1996        | Il Postino                                    | Italien                           | Der Postmann                                  | Michael Radford     |
| 1997        | Ridicule                                      | Frankreich                        | Ridicule – Von der Lächerlichkeit des Scheins | Patrice Leconte     |
| 1998        | Shall we dansu?                               | Japan                             | Shall we dance?                               | Masayuki Suo        |
| 1999        | La Vita è bella                               | Italien                           | Das Leben ist schön                           | Roberto Benigni     |
| 2000        | Todo sobre mi madre                           | Spanien                           | Alles über meine Mutter                       | Pedro Almodóvar     |
| 2001        | Wo hu cang long                               | Vereinigte Staaten Taiwan         | Tiger and Dragon                              | Ang Lee             |
| 2002        | Le Fabuleux destin d’Amélie Poulain           | Frankreich                        | Die fabelhafte Welt der Amélie                | Jean-Pierre Jeunet  |
| 2003        | Y tu mamá también                             | Mexiko                            | Y Tu Mamá También – Lust for Life             | Alfonso Cuarón      |
| 2004        | Les invasions barbares                        | Kanada                            | Die Invasion der Barbaren                     | Denys Arcand        |
| 2005        | Mar adentro                                   | Spanien                           | Das Meer in mir                               | Alejandro Amenábar  |
| 2006        | Gong fu                                       | Volksrepublik China Hongkong      | Kung Fu Hustle                                | Stephen Chow        |
| 2007        | Letters from Iwo Jima                         | Vereinigte Staaten                | Letters from Iwo Jima                         | Clint Eastwood      |
| 2008        | Le scaphandre et le papillon                  | Frankreich Vereinigte Staaten     | Schmetterling und Taucherglocke               | Julian Schnabel     |
| 2009        | ואלס עם באשיר                                 | Israel                            | Waltz with Bashir                             | Ari Folman          |
| 2010        | Los abrazos rotos                             | Spanien                           | Zerrissene Umarmungen                         | Pedro Almodóvar     |
| 2011        | Män som hatar kvinnor                         | Schweden                          | Verblendung                                   | Niels Arden Oplev   |
| 2012        | جدایی نادر از سیمین (Jodaeiye Nader az Simin) | Iran                              | Nader und Simin – Eine Trennung               | Asghar Farhadi      |
| 2013        | Amour                                         | Frankreich Deutschland Österreich | Liebe                                         | Michael Haneke      |
| 2014        | La vie d’Adèle                                | Frankreich Belgien Spanien        | Blau ist eine warme Farbe                     | Abdellatif Kechiche |
| 2015        | Turist                                        | Schweden                          | Höhere Gewalt                                 | Ruben Östlund       |
| 2016 (Jan.) | Saul fia                                      | Ungarn                            | Son of Saul                                   | László Nemes        |
| 2016 (Dez.) | Elle                                          | Frankreich Deutschland            | Elle                                          | Paul Verhoeven      |
| 2018        | Aus dem Nichts                                | Deutschland Frankreich            | Aus dem Nichts                                | Fatih Akin          |
| 2019        | Roma                                          | Mexiko Vereinigte Staaten         | Roma                                          | Alfonso Cuarón      |
| 2020        | 기생충                                        | Südkorea                          | Parasite                                      | Bong Joon-ho        |